# ناشرات حقيقية
الصِّلّ أو النَّجَا أو الكوبرا أو الناشر الحقيقي أو الحية الناشرة (الاسم العلمي: Naja) هي جنس من الزواحف تتبع الفصيلة الرحيات من رتبة الحرشفيات. توجد أنواع مختلفة في مناطق في جميع أنحاء إفريقيا وجنوب غرب آسيا وجنوب آسيا وجنوب شرق آسيا هي من جنس من الأفاعي السامة.
حتى وقت قريب ، كان جنس الناشرات الحقيقية يتألف من 20 إلى 22 نوعًا ، لكنه خضع لعدة مراجعات تصنيفية لاحقًا، لذلك تختلف المصادر بشكل كبير. أما اليوم فإن هذا الجنس يضم 38 نوعًا.

## أنواع الناشرات الحقيقية
- ناشر عربي
- ناشر جاوي بصاق
- ناشر الغابات
- ناشر رأس الرجاء الصالح
- ناشر ساماري
- ناشر صيني
- ناشر بصاق أسود العنق
- ناشر سومطري بصاق
- ناشر سيامي بصاق
- ناشر أحمر بصاق
- ناشر الفلبين
- ناشر ما وراء النهر
- ناشر مالي
- ناشر بورمي بصاق
- ناشر مصري
- ناشر موزمبيقي بصاق
- ناشر نوبي بصاق
- ناشر هندي